# Păgida
Păgida (en húngaro: Kisapahida) es una localidad componente del municipio de Aiud, en el transilvano distrito de Alba de Rumanía. Tenía 133 habitantes en 2011.

## Geografía
La localidad se halla en la orilla irquierda del río Mureș.

## Historia
Fue registrado como Apahyda en 1299, Apachida en 1343, Posida en 1861, Olah Apahida en 1888, Pazsida y Kisapahida en 1913
En 1910, tenía 367 habitantes rumanos que eran católicos griegos.
Antes del tratado de Trianón pertenecía al condado de Alsó-Fehér.